# اللامقامية

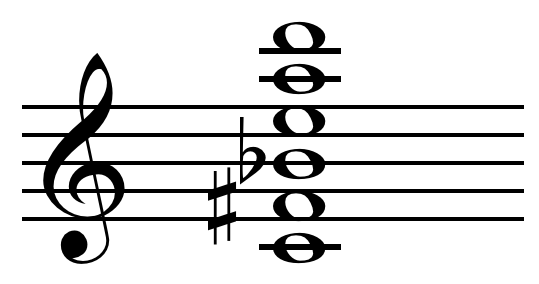

اللامقامية أو اللالحنية بالإنجليزية Atonality هي شكل مفرط من الكروماتية يمنع الأذن من تمييز أو معرفة المركز المقامي. الحدود بين الموسيقى المقامية واللامقامية كانت مبهمة في موسيقى سكريابين وديبوسي وبعد ذلك خالف هذا سترافنسكي وبارتوك وفاريز. أكثر استخدم حماسي ومؤثر للامقامية جاء في موسيقى شونبرج – مثالبيير لونير 1912 وطلابه ألبان بيرج وفيبرن أثناء العقد 1911 – 1921.

## هوامش
1. ↑  NPR Encylopedia of Classical Music